# Fraktionierung (Kryptologie)
Unter Fraktionierung (von lateinisch fractio, „Das Brechen“, englisch fractionation) versteht man in der Kryptologie die Zerlegung der einzelnen Zeichen des Klartexts in zwei oder mehr Bestandteile und das anschließende „Zerreißen“ der Bestandteile vor der Verschlüsselung. Die Fraktionierung wird auch als tomographisches Verfahren aufgefasst und so bezeichnet.

## Verfahren
Die Idee zur Fraktionierung von Texten hatte der französische Gelehrte Honoré Gabriel Victor de Riqueti, Marquis de Mirabeau, (1749–1791) bereits im 18. Jahrhundert. Angewendet wurde sie beispielsweise 1918 vom deutschen Heer im Ersten Weltkrieg als Teil des ADFGX-Verschlüsselungsverfahrens. Diese, zu ihrer Zeit fortschrittlichste deutsche Handschlüsselmethode nutzte Substitution, also die Ersetzung von Klartextzeichen durch Geheimtextzeichen, hier genauer durch Geheimtextzeichenpaare (Bigramme), dann das Zerreißen der Bigramme und schließlich die Transposition, also das Versetzen der Bestandteile.

## Beispiel
Beim ADFGX-Verfahren werden im ersten Schritt die Klartextbuchstaben durch Geheimzeichenbigramme ersetzt, die nur aus den Buchstaben A, D, F, G oder X bestehen. Dazu verwendet man ein Polybios-Quadrat, das im folgenden Beispiel unter Verwendung des geheimen Kennworts „wikipedia“ erzeugt wurde. So erhält man einen Zwischentext, der nun fraktioniert wird. Dazu werden die beiden Hälften aller Paare auseinandergerissen. Dies geschieht hier durch separate und unterschiedliche Versetzung jeder einzelnen Paarhälfte, also jedes Einzelbuchstabens des Zwischentextes.
|   | A | D | F | G | X |
| - | - | - | - | - | - |
| A | w | i | k | p | e |
| D | d | a | z | y | x |
| F | v | u | t | s | r |
| G | q | o | n | m | l |
| X | h | g | f | c | b |

Der Klartext wird buchstabenweise durch die am Rand des Polybios-Quadrats stehenden Zeichenpaare ersetzt. Ein typischer Text wäre beispielsweise „Munitionierung beschleunigen Punkt Soweit nicht eingesehen auch bei Tag“. Aus dem ersten Buchstaben „M“ der Nachricht wird „GG“, aus „u“ wird „FD“, und so weiter. Insgesamt erhält man aus dem Klartext (jeweils obere Zeile) den folgenden „Zwischentext“ (jeweils untere Zeile):
| M  | u  | n  | i  | t  | i  | o  | n  | i  | e  | r  | u  | n  | g  | b  | e  | s  | c  | h  | l  | e  |
| GG | FD | GF | AD | FF | AD | GD | GF | AD | AX | FX | FD | GF | XD | XX | AX | FG | XG | XA | GX | AX |

| u  | n  | i  | g  | e  | n  | P  | u  | n  | k  | t  | S  | o  | w  | e  | i  | t  | n  | i  | c  | h  |
| FD | GF | AD | XD | AX | GF | AG | FD | GF | AF | FF | FG | GD | AA | AX | AD | FF | GF | AD | XG | XA |

| t  | e  | i  | n  | g  | e  | s  | e  | h  | e  | n  | a  | u  | c  | h  | b  | e  | i  | T  | a  | g  |
| FF | AX | AD | GF | XD | AX | FG | AX | XA | AX | GF | DD | FD | XG | XA | XX | AX | AD | FF | DD | XD |

Der Zwischentext wird zeilenweise in eine Matrix eingetragen. Die Breite der Matrix ergibt sich aus der Länge eines zweiten Kennworts, zum Beispiel „BEOBACHTUNGSLISTE“, das über die Matrix geschrieben wird. Die Buchstaben dieses Kennworts werden in alphabetischer Reihenfolge nummeriert. Das „A“ bekommt die Nummer 1, das „B“ am Anfang die Nummer 2, das zweite „B“ die Nummer 3 und so weiter bis schließlich zum „U“, das die Nummer 17 erhält.
| B             | E           | O             | B             | A         | C             | H           | T             | U       | N             | G           | S           | L             | I             | S         | T         | E           |
| ------------- | ----------- | ------------- | ------------- | --------- | ------------- | ----------- | ------------- | ------- | ------------- | ----------- | ----------- | ------------- | ------------- | --------- | --------- | ----------- |
| 2             | 5           | 12            | 3             | 1         | 4             | 8           | 15            | 17      | 11            | 7           | 13          | 10            | 9             | 14        | 16        | 6           |
| G D X A F A D | G A G A X F | F X F A X G F | D F A X A F D | G X G A D | F X F D G D X | A D A D F D | D G X G F X D | F G D X | F X D A F A G | A D G F A X | D X F D F A | G X A F X G X | D A D F G A X | G X G X A | F D G A X | A G A D F A |

Nachdem der Zwischentext zeilenweise in die Matrix eingetragen wurde, wird er nun spaltenweise wieder ausgelesen. Dabei wird die Reihenfolge der Spalten durch die alphabetische Reihenfolge der einzelnen Buchstaben des Kennworts bestimmt, die der Deutlichkeit halber unterhalb des Kennworts vermerkt ist. Das Auslesen beginnt also mit der fünften Spalte (Kennwortbuchstabe „A“) und dem Geheimtextstück „GXGGADDD“ und endet mit der neunten Spalte (Kennwortbuchstabe „U“) und dem Textfragment „FFFFGDX“. Der komplette Geheimtext lautet:
```
GXGGA DDDGD XXAFA DDFAA XAFDF FXFDG DXGAG GAAXF AGADF AAADG
FAXXA DADFF FDDAD FGAXG XAFXG XFXDA FAGFX XFAXG FDXFF DFAGX
XGXXA DGXGF XDFFD GAXXF FFFGD X
```

Kryptographisch wichtig ist, dass auf diese Weise eine Fraktionierung der Buchstabenpaare bewirkt wird. Die beiden Hälften eines Bigramms, das monoalphabetisch einem Klartextbuchstaben entspricht, werden auseinandergerissen. Durch diese Fraktionierung erreicht man eine erheblich verbesserte Sicherheit gegen unbefugte Entzifferung.